# IC 4322
IC 4322 ist eine kompakte elliptische Galaxie vom Hubble-Typ C im Sternbild Bärenhüter am Nordsternhimmel. Sie ist schätzungsweise 365 Millionen Lichtjahre von der Milchstraße entfernt und hat einen Durchmesser von etwa 105.000 Lichtjahren.
Im selben Himmelsareal befinden sich u. a. die Galaxien IC 909, IC 916, IC 4331.
Das Objekt wurde am 15. Juni 1895 von Stéphane Javelle entdeckt.